# Introducing Sparks
Albums de Sparks
Big Beat
(1976) No. 1 in Heaven
(1979)
Singles
1. Over the Summer
Sortie : août 1977
2. A Big Surprise
Sortie : septembre 1977

Introducing Sparks est le septième album du groupe américain de rock Sparks. Il est sorti en 1977 sur le label Columbia Records.

## Fiche technique

### Chansons
Toutes les chansons sont écrites et composées par Ron Mael et Russell Mael.
| 1. | A Big Surprise | 3:42 |
| 2. | Occupation     | 5:17 |
| 3. | Ladies         | 3:06 |
| 4. | I'm Not        | 3:26 |
| 5. | Forever Young  | 3:27 |

| 6. | Goofing Off        | 4:26 |
| 7. | Girls on the Brain | 3:41 |
| 8. | Over the Summer    | 3:50 |
| 9. | Those Mysteries    | 5:03 |

### Musiciens
- Russell Mael : chant
- Ron Mael : claviers
- Alan Broadbent (en), Ben Benay, David Foster, Ed Greene, David Paich, Mike Porcaro, Reinie Press, Lee Ritenour, Thom Rotella : musiciens
- Tom Bahler (en), Al Capps (en), Stan Farber, Jim Haas (en), Ron Hicklin, Mark Piscitelli, Nick Uhrig : chœurs

### Équipe de production
- Terry Powell, Ron Mael, Russell Mael : producteurs
- Lenny Roberts : ingénieur du son
- Betsy Banghart, Randy Tominaga : assistants ingénieurs du son
- Al Capps, Ron Mael : arrangements
- John Kehe, Tommy Steele : design
- Bob Seidemann : photographie

### Classements et certifications
| Pays (classement)         | Meilleure position |
| ------------------------- | ------------------ |
| Suède (Sverigetopplistan) | 41                 |